# Karl Kindermann
Karl Kindermann (23. prosince 1930 Libouchec – 29. srpna 2017) byl kněz a čestný kanovník Katedrální kapituly u sv. Štěpána v Litoměřicích.

## Život
Řadil se mezi německé kněze, avšak pocházel českoněmecké jazykové komunity žijící na území severních Čech nazývaném Sudety. Po roce 1945 byl vysídlen do Německa. Na kněze byl vysvěcen 8. prosince 1958. Žil ve Wiesbadenu a působil v diecézi Limburg. Měl rodové kořeny z ústeckého kraje a často přijížděl do litoměřické diecéze, aby podporoval komunistickým režimem pronásledovanou církev. Proto jej 28. listopadu 2001 spolu s dalšími knězem podobného osudu Vladislavem Karou jmenoval litoměřický biskup Josef Koukl čestným kanovníkem Katedrální kapituly u sv. Štěpána v Litoměřicích.